# Anna Paulowna
Anna Paulowna  è stata una municipalità dei Paesi Bassi situata nella provincia dell'Olanda Settentrionale. Il precedente comune autonomo dal 1º gennaio 2012 è stato accorpato a quello di Hollands Kroon.
La località deve il proprio nome a Anna Pavlovna Romanova, figlia dello zar Paolo I di Russia e moglie di Guglielmo II dei Paesi Bassi.